# Oskar Fischinger
Oskar Wilhelm Fischinger (ur. 22 czerwca 1900 w Gelnhausen, zm. 31 stycznia 1967 w Los Angeles) – niemiecko-amerykański reżyser filmów ekspresyjno-abstrakcyjnych i malarz, znany z tworzenia animacji muzycznych kilkadziesiąt lat przed pojawieniem się grafiki komputerowej i teledysków aktywny głównie w latach 1920. i 1940. Wynalazca lumigrafu. Stworzył efekty specjalne do filmu Fritza Langa Kobieta na Księżycu z 1929 r., jednego z pierwszych filmów science fiction. Autor ponad 50 filmów krótkometrażowych i 800 płócien, z których wiele znajduje się w muzeach, galeriach i kolekcjach prywatnych na całym świecie.

## Filmy
- Wachs Experimente (1921-26)
- Stäbe (1923-27)
- Study Nr. 1 (1929)
- Spiralen (1925)
- Raumlichtkunst project (ok. 1926)
- München-Berlin Wanderung (1927)
- Seelische Konstruktionen (1927)
- Study Nr. 1 (1929)
- Study Nr. 2 (1929)
- Study Nr. 3  (1930)
- Study Nr. 4  (1930)
- Study Nr. 5  (1930)
- Study Nr. 6  (1930)
- Study Nr. 7  (1930-31)
- Study Nr. 8  (1931)
- Study Nr. 9  (1931)
- Ornament Sound experiments (ok. 1932)
- Study Nr. 10 and 11 (1932)
- Study Nr. 12 (1932)
- Study Nr. 13 fragment (1933-34)
- Kreise (Alle kreise erfasst Tolirag) (1933-34)
- Muratti greift ein (1934)
- Komposition in Blau (1935)
- Muratti Privat (1935)
- Allegretto (1936-1943), dwie wersje
- An Optical Poem (1937)
- Organic Fragment (1941)
- Am American March (1941)
- Radio Dynamics (1942)
- Motion Painting Nr. 1 (1947)
- Muntz TV and Oklahoma Gas Commercials (ok. 1952)